# Кезма Тауфік Гаврилович
Тауфік Гаврилович Кезма (7 липня 1882, Дамаск, Османська Сирія, Османська імперія — 9 квітня 1958, Київ, Українська РСР, СРСР) — український радянський науковець, сходознавець, арабіст, іраніст, тюркознавець сирійського походження.

## Біографія
Народився в 1882 році в Дамаску, Османська Сирія. Завершив Назаретську семінарію. Завершив Київську духовну семінарію та Київську Духовну Академію (1906).
З 1907 — помічник проректора Київського університету св. Володимира, викладав церковно-слов'янську мову, грецьку мову, давньоєврейську мову, латину.
З 1913 по 1915 надштатний викладач арабської та тюркської мови Київського комерційного інституту. У 1914 перебував в Персії, де вдосконалював перську мову. З 1917 додатково викладав османську та перську мови.
В радянський період науковий співробітник ВУАН, займався арабською філологією. Результатом його наукової діяльності столо створення у 1920-1930-х роках разом з Агатангелом Кримським української орієнталістичної школи і підготовка спеціалістів-сходознавців, дипломатів та науковців.
«Значение арабистики для востоковеда, — писав Т.Кезма, — и целого ряда других наук трудно переоценить. Известно, что сочинения историков и географов, писавших на арабском языке, являются одним из ценнейших источников для изучения Киевской Руси, о международных связях этого могущественнейшего славянского государства, о жизни и быте древних славян, о возникновении письменности на Руси… Изучение арабского Востока имеет огромное значение».
У 1921 році здійснив перший переклад російською мовою київського списку «Подорожі патріарха Макарія Антіохійського» (скорочений варіант щоденникових подорожніх нотаток архідиякона Павла Алеппського, який супроводжував Макарія у його відвідинах Молдавії, Волощини, України та Московії у 1650-х) – єдиного арабомовного джерела з історії України XVII ст. Рукопис перекладу зберігається в особовому фонді Омеляна Пріцака в науковій бібліотеці НаУКМА.
Високу оцінку поміж спеціалістів отримує написаний ним підручник арабської мови. Протягом 40 років (з перервами) викладав арабську мову студентам київських вузів та аспірантам Академії Наук. У 1930-х його звільнили з роботи «за відсутність наукової кваліфікації», відновити справедливість спробував А. Ю. Кримський.
У 1938—1939 заарештований. Після війни до нього, в його «келію на Андріївському», тече потік молодих людей, які бажають оволодіти арабською та турецькою мовами. До самої смерті Тауфік Кезма був старостою Андріївської церкви.
До 1958 викладав арабську філологію в Київському державному університеті ім. Т. Г. Шевченка.
У 1958 помер в Києві. Похований на Байковому кладовищі в північній частини дільниці №1 під схилом поруч з своєю дружиною.

## Твори
- Элементарные основы грамматики арабского языка в популярном изложении. Из лекций, читанных членам Киевского отделения Всеукраинской ассоциации востоковедения. 1928 р. 576 с.
- Сборник турецких рассказов и пословиц со специальным к ним словарем. Составили В. С. Щербина и Т. Г. Кезма. Киев, 1918 г.
- Т. Кезма переклав на російську мову деякі оповідання Михайла Нуайме («Подарок», «Бесплодная» та інші)
- Оповідання арабського історика XI віку Абу-Шоджі: Рудраверського про те як охрестилася Русь. Київ, 1927 (спільно з А. Кримським); (Тауфік-Кезма).

## Пам'ять
Видатному сходознавцю присвячено одну з вітрин Музею Однієї Вулиці. У музеї знаходиться солідний архів Т. Кезми, а також наукові праці та особисті речі вченого. 